# Municipio de Knox (condado de Guernsey)
El municipio de Knox (en inglés: Knox Township) es un municipio ubicado en el condado de Guernsey en el estado estadounidense de Ohio. En el año 2010 tenía una población de 566 habitantes y una densidad poblacional de 8,73 personas por km².

## Geografía
El municipio de Knox se encuentra ubicado en las coordenadas 40°6′47″N 81°39′43″O / 40.11306, -81.66194. Según la Oficina del Censo de los Estados Unidos, el municipio tiene una superficie total de 64.81 km², de la cual 64,8 km² corresponden a tierra firme y (0,02 %) 0,01 km² es agua.

## Demografía
Según el censo de 2010, había 566 personas residiendo en el municipio de Knox. La densidad de población era de 8,73 hab./km². De los 566 habitantes, el municipio de Knox estaba compuesto por el 97,35 % blancos, el 0,35 % eran afroamericanos, el 0,35 % eran amerindios, el 0,18 % eran asiáticos, el 0,18 % eran de otras razas y el 1,59 % eran de una mezcla de razas. Del total de la población el 0,35 % eran hispanos o latinos de cualquier raza.